# Matzenbach
Matzenbach ist eine Ortsgemeinde im Landkreis Kusel in Rheinland-Pfalz. Sie gehört der Verbandsgemeinde Oberes Glantal an.

## Geographie
Der Ort liegt am Glan in der Westpfalz. Nordöstlich erhebt sich der Potzberg. Matzenbach gliedert sich in die Ortsteile Matzenbach, Eisenbach und Gimsbach. Weitere Wohnplätze sind: Auhof, Hollerhof, Langenbacherhof, Straubengrunderhof, Schreckmühle und Wellesbacherhof.

## Geschichte
Am 7. Juni 1969 wurde die Gemeinde Eisenbach-Matzenbach aus den Gemeinden Eisenbach und Matzenbach neu gebildet. Die heutige Ortsgemeinde Matzenbach entstand am 20. März 1971 durch Neubildung aus dieser Gemeinde und der Gemeinde Gimsbach.

Wappen der ehemaligen Gemeinden
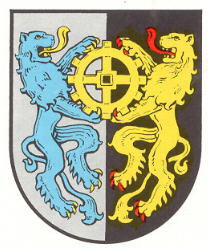
Matzenbach
Eisenbach
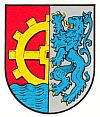
Gimsbach

## Politik

### Ortsbürgermeister
Die Stelle des Ortsbürgermeisters ist vakant.
Die Amtsgeschäfte werden von den Beigeordneten wahrgenommen.
Zuvor war Andrea Müller seit Mai 2020 Ortsbürgermeisterin. Nachdem bei der Direktwahl am 26. Mai 2019 kein Bewerber für die Nachfolge des bisherigen Bürgermeisters Werner Jung angetreten war, gelang auch dem Gemeinderat zunächst keine Neubesetzung. Nach einem Jahr Vakanz wurde die bisherige Beigeordnete Müller vom Rat ins Amt gewählt.

## Kultur und Sehenswürdigkeiten
Im Ortsteil Gimsbach befindet sich ein solarbeheiztes Freibad. Denkmalgeschützt sind die Gimsbacher reformierte Kirche von 1747, das Matzenbacher Schulhaus mit Glockenturm aus dem 19. Jahrhundert und der treppenförmige Waschplatz am Glanufer.
Siehe auch:
- Liste der Kulturdenkmäler in Matzenbach
- Liste der Naturdenkmale in Matzenbach

## Wirtschaft und Infrastruktur
Durch den Ort verläuft die B 423. Im Südwesten befindet sich die A 62. Im Ortsteil Eisenbach ist die Zug-Haltestelle Eisenbach-Matzenbach der Bahnstrecke Landstuhl–Kusel.

## Söhne und Töchter der Gemeinde
- August Leppla (1859–1924), Geologe